# Dopolavoro Aziendale Redaelli 1939-1940
Questa voce raccoglie le informazioni riguardanti il Dopolavoro Aziendale Redaelli nelle competizioni ufficiali della stagione 1939-1940.

## Rosa
| N. |                   | Ruolo | Calciatore       |
| -- | ----------------- | ----- | ---------------- |
|    | Italia (bandiera) | A     | Angelo Azzimonti |
|    | Italia (bandiera) | P     | Vittorio Bellani |
|    | Italia (bandiera) | A     | Carlo Bianchi    |
|    | Italia (bandiera) | D     | Giulio Caldirola |
|    | Italia (bandiera) | A     | Luigi Carelli    |
|    | Italia (bandiera) | D     | Carlo Caretta    |
|    | Italia (bandiera) | A     | Vittorio Falconi |
|    | Italia (bandiera) | C     | Carlo Ferrandi   |
|    | Italia (bandiera) | D     | Manlio Giacomini |

| N. |                   | Ruolo | Calciatore           |
| -- | ----------------- | ----- | -------------------- |
|    | Italia (bandiera) | C     | Edoardo Gruppi       |
|    | Italia (bandiera) | P     | Carlo Inzaghi        |
|    | Italia (bandiera) | C     | Paolo Paneroni       |
|    | Italia (bandiera) | C     | Bruno Poletti        |
|    | Italia (bandiera) | D     | Giuseppe Rampini     |
|    | Italia (bandiera) | P     | Giovanni Rossetti    |
|    | Italia (bandiera) | D     | Ermenegildo Spinicci |
|    | Italia (bandiera) | A     | Amleto Toresani      |
|    | Italia (bandiera) | A     | Antonio Zecchinato   |

## Risultati

### Serie C
| Milano 1º ottobre 1939 2ª giornata                         | Redaelli  | 1 – 1        | Mantova | Campo Dopolavoro Redaelli |
| \| \| \| \| \| Carelli 44’ \| Marcatori \| 67’ Olivieri \| |           |              |         |                           |
|                                                            |           |              |         |                           |
| Carelli 44’                                                | Marcatori | 67’ Olivieri |         |                           |

| Arbitro: | Ghetti (Modena) |

|             |           |  |
| Falconi 88’ | Marcatori |  |

| Arbitro: | Francini (Viareggio) |

|              |           |                         |
| Lombatti 10’ | Marcatori | 41’ Carelli 47’ Bianchi |

| Arbitro: | Stecig (Fiume) |

|  |           |                    |
|  | Marcatori | 60’ (aut.) Rampini |

| Arbitro: | D'Agostino (Porto San Giorgio) |

|                              |           |                                          |
| Bianchi 27’ Carelli 43’, 61’ | Marcatori | 54’ (rig.) Vergnano 66’ Besutti 85’ Roda |

| Arbitro: | Silvano (Torino) |

|                       |           |  |
| Rovida 48’ Parvis 75’ | Marcatori |  |

| Arbitro: | Barion (Bologna) |

|                                          |           |                      |
| Mantovani 40’ Frattini 50’ Marmiroli 69’ | Marcatori | 7’, 59’, 66’ Bianchi |

| Arbitro: | Dattilo (Roma) |

|                                                     |           |               |
| Barbieri 2’, 88’ Arcari III 47’, 59’ De Manzano 51’ | Marcatori | 70’ Caldirola |

| Arbitro: | Pirali (Arona) |

|             |           |                |
| Falconi 48’ | Marcatori | 37’ Fornasaris |

| Arbitro: | Ferorelli (Napoli) |

|                                        |           |  |
| Bernardi 36’ Malagoli 85’ Colaussi 86’ | Marcatori |  |

| Arbitro: | Poggiollini (Ferrara) |

|                          |           |  |
| De Carli 25’ Ghigini 50’ | Marcatori |  |

| Arbitro: | Costa (Chiavari) |

|                         |           |            |
| Carelli 23’ Falconi 75’ | Marcatori | 35’ Parvis |